# フィリピン航空
フィリピン航空（英語: Philippine Airlines）は、フィリピンの航空会社で、フィリピンのナショナル・フラッグ・キャリアである。コーポレートスローガンは「Heart of the Filipino」。

## 概要
略称PAL。本社はパサイ市。マニラ首都圏内のパサイ市とパラニャーケ市に、またがるニノイ・アキノ国際空港がハブ（拠点）となっており、同航空便は国際線は第1ターミナルから、国内線は第2ターミナルからそれぞれ発着する（共同運航便（コードシェア便）を除く）。国内便もフィリピンでは国民の重要な交通手段で航空券の座席予約システム（CRS）はSABREを利用している。
1941年3月に設立された、アジアでは最も長い歴史を持つ航空会社であり、フィリピンのナショナル・フラッグ・キャリアである。1946年7月に太平洋横断便を開設しアジア初の国際線を開設。翌1947年5月にはマドリード線を開設しアジアの航空会社で初めてヨーロッパ乗り入れを開始。1967年には社長兼会長のベニグノ・P・トダ・Jrが、国際航空運送協会 (IATA)会長に選任された。1946年にIATAが創設されて以来アジア人が会長となるのは3人目であった。
国際線は1954年には国の政策、1998年にはアジア通貨危機と労働争議により一時運航停止になった。特に1998年9月には会社更生法を申請し、組合がスト賃上げ10年凍結の会社方針に反発、経営陣は組合員の解雇及び国内線も含めた全路線運航停止を発表した。同月には当時フィリピン国内2位の航空会社だったエアフィリピン（後のPAL エクスプレス）が安全上の理由によりフィリピン航空当局から飛行禁止措置を受けていた上に、中小航空会社のグランド・インターナショナル・エアウェイズも保険料や燃料代の支払困難を理由に運航を停止しており、フィリピンの航空業界は壊滅寸前の事態となった。運航停止になった路線は同年内から復活するが、このような状況を憂慮したフィリピン政府が香港のキャセイパシフィック航空に支援を要請し、約3 - 4カ月間、同社がフィリピン国内幹線を運航していた時期もあった。
これらの事情から、厳密にはここで旧フィリピン航空の歴史は設立57年で途切れているが、会社側のプレスリリースではそのまま存続させていて2001年には設立60周年を祝っている。
2008年4月14日に、マクタン・セブ国際空港をハブ空港とする子会社「PAL エクスプレス」を設立し、ボンバルディア DHC-8-Q300、DHC-8-Q400でフィリピン航空のジェット機では運航できない、フィリピン国内の小規模空港へ就航を始め徐々に就航地を増やし、エアバスA320などの小型ジェット機で運航されていたフィリピン航空の国内線も移管され、2009年10月27日からは、以前からチケット販売やマイレージサービスなどで営業提携関係のあったエアフィリピンに、PAL エクスプレスの運航が移管された。この移管に伴いPAL エクスプレスがマニラ発着で運航している路線は、エアフィリピンがターミナル開業から使用していた第3ターミナルビル発着へ変更された。2010年3月にPAL エクスプレスとAirPhil Expressを統合、エアフィル・エクスプレス (Airphil Express) の名称で運航していたが、2012年3月、ブランド名をPAL エクスプレスに変更した。
欧州連合（EU）が、フィリピン共和国航空当局の「安全確認の体制に問題がある」として、他の全てのフィリピンの航空会社とともに2010年3月30日からのEU域内への乗り入れ禁止が決定。ただし、フィリピン航空は、1998年の会社更生法適用時にヨーロッパ方面への運航を打ち切っており、運航上の支障は生じなかった。2013年7月10日にフィリピン航空のEU域内への乗り入れ禁止が解除されたと、フィリピン大統領報道官室が確認し発表した。
EU乗り入れ禁止の解除を受け、ロンドン/ヒースロー線が2013年11月4日から15年ぶりに再就航した。
イギリス・スカイトラックスによる航空会社の格付けで、「ザ・ワールド・フォー・スター・エアラインズ（The World's 4-Star Airlines）」（4つ星）の認定を得ている。フィリピンのエアラインとしては史上初の獲得。

## 沿革

### 起業、拡大
- 1941年2月 - フィリピン有数の実業家アンドレス・ソリアノの率いる実業家グループにより、フィリピン航空が設立される。3月にはマカティのニールセン飛行場からバギオまでのフライトを運航。同年9月2日から、セブ島への就航を開始した。
- 第二次世界大戦後の1946年2月14日、フィリピン国内15都市に就航し、運航を再開した。機材は5機のダグラスDC-3を使用。7月31日には、ダグラスDC-4のチャーター便で米軍人40名をアメリカに輸送。アジアの航空会社として初めて太平洋横断フライトを運航した。なお、給油のためにグアム、ウェーク島、クェゼリン環礁、ホノルルに着陸して給油し、太平洋横断には41時間を要した。
- 1946年11月14日、フィリピンと米国の間で航空協定を締結。協定により、フィリピンの太平洋横断路線は1路線に制限された。12月には、マニラ − サンフランシスコ間の定期便運航を開始した。
- 1947年5月3日、DC-4でローマ、マドリード線の運航を開始。これにより、フィリピン航空は東南アジアの航空会社としてヨーロッパ初乗り入れを果たした。
- 1951年には280万フィリピン・ペソの利益を計上し、史上最高の業績を上げた年となった。
- 1952年7月4日、初のダグラスDC-6Bを購入した。チューリッヒ、フランクフルト線に投入された。
- 1957年10月11日、バタンガスで起きたC-45航空機の墜落事故で、PALのパイロット第一号であるポール・I・ガンが他の5名とともに死亡。

### ジェット化
- 1962年6月 - 初のジェット機となるDC-8をKLMオランダ航空からリースで導入した[10]。
- 1966年9月12日 - フェルディナンド・E・マルコス大統領が、前年11月に大統領に選出されて以来初となる米国公式訪問の際にDC-8に搭乗。
- 1974年
  - 1月 - 第四次中東戦争により燃料危機に陥り、マルコス大統領によって国内の航空会社2社が営業を停止したため、国内唯一の航空会社となった。7月には、マクドネル・ダグラス DC-10を導入し、ワイドボディジェット時代を初導入した。
- 1977年10月20日- GSISが株式の92%を取得。政府所有に戻った。
- 1979年7月14日、伝統と格式ある国際美食団体ラ・シェーヌ・デ・ロティスール協会から機内食が表彰された。8月1日には、中華人民共和国の北京線、広東線に就航し、アジアの航空会社として初めて中国路線を開設した。

### 多量輸送
- 1980年1月4日、新フラッグシップのボーイング747-200を受領、太平洋横断路線に投入した。
- 1988年、2機のフォッカー50を導入。
- 1989年8月14日、ボーイング737-300を導入した。
- 1992年9月18日、10機の長距離航空機の購入のため、18の地元の金融機関のコンソーシアムによって、記録的な1億2,200万ドルの融資パッケージを付与される。

### 運航停止、再生
- 1998年9月23日、アジア金融危機の影響を受け、運航を停止した。保有機材を大幅に削減し、1998年10月7日に限定的に運航を再開した。
- 1999年6月4日、200万USドルの資本注入後、再生計画がフィリピン証券取引委員会に承認された。
- 2000年3月、再生法下の1年目である1999〜2000年度には、4億4,200万フィリピンペソの純利益を計上。
- 2001年3月、 再生法下の2年目、2000〜2001年年度には4億1,900万フィリピンペソの利益を計上。
- 2004年5月、Eチケットを導入。電話またはインターネットで予約、支払い、座席指定が可能になった。
- 2005年12月、エアバスA320を9機を追加発注した。5機のA320を追加するオプションも追加した。
- 2006年5月、IATA（国際航空運送協会）のIOSA（国際航空運送協会の安全監査）に合格した。フィリピン籍の航空会社としては、唯一の合格航空会社となった。
- 2007年6月 - 2007年3月31日に終了の会計年度で1億4,030万ドルの純利益を計上。フィリピン航空の66年の歴史の中で最大の年間利益となる。

### 民間資本参加
- 2012年8月、エアバスA320neoなど、エアバスの旅客機を合計54機、総額70億USドル以上の規模で確定発注した。フィリピンの航空業界史上最大規模の契約となった。11月には、ボーイング777-300ERでトロントへ直行便を就航し、北米東海岸への直行便を15年ぶりに再開。
- 2013年3月15日、過去にPAL Expressと改名したAirphil Expressは、PAL創立72周年記念日にフィリピン航空の「sunriser」の機体デザインとロゴを採用することを決定。2つの航空会社は独立した企業でありながら、乗客にシームレスなフルサービスを提供できるようサービス基準と展開するプロダクトを調整。
- 2013年5月1日には、バタネス州バスコに週3便を開設し、15年ぶりにフィリピン最北の県への運航を再開した。運航航空会社はPALエクスプレスで、使用機材はボンバルディアQ400のターボプロップ機。
- 2013年7月9日、マニラ−バンクーバー間のボーイング777-300ERを対象に、機内で携帯電話およびWi-Fiインターネットが使える今までにない新サービス「PAL iN AiR」の提供を開始。
- 2013年8月7日、エアバスA321-200を初受領した。11月4日には、15年ぶりにヨーロッパ線を再開。ロンドンヒースロー空港に就航し、ノンストップ便週5便を運航。

### 日本資本参加
- 2013年7月に日本のANAホールディングス（ANA HD）がフィリピン航空との航空運送事業を巡る提携に向け交渉中だと明らかにし、同航空の主要株主であるサンミゲル・グループもフィリピン証券取引所の情報開示リリースで、ANA HDと提携交渉している事実を明らかにした[11][12]。2014年10月1日にANA HDの傘下である全日本空輸とコードシェア提携およびマイレージ提携を実施することを発表した[13]。
- 2014年4月10日、米国連邦航空局（FAA）がフィリピンをカテゴリ1の評価に引き上げた。それに合わせ、ボーイング777-300ERを太平洋横断路線に投入した。5月12日には、35年間にわたりフラッグシップ機として活躍したボーイング747が、パサイシティのヴィラモール空軍基地で開かれた式典で正式に引退した。
- 2014年8月15から17日にかけて、リビア内戦から避難する774名のフィリピン人労働者を輸送するため、マルタへの特別フライト2機を運航した。
- 2015年2月10日、カナダ第2の航空会社、ウェストジェットとコードシェアを開始。3月15日には、18年ぶりのニューヨーク線となる、マニラ発バンクーバー経由ジョン・F・ケネディ国際空港。この路線はフィリピン航空の最長路線（14,501キロ）となった。
- 2016年に設立75周年を迎え、2020年代にイギリス航空リサーチ会社スカイトラックスの5つ星評価獲得を目指す方針を打ち出し、新たなブランド・フィロソフィは「Heart of the Filipino(フィリピンの心)」とし、ナショナル・フラッグ・キャリアのブランドと強みを活かしつつ、心から暖かいおもてなし、安全性とサービスに誇りを持ち、運営するとし、特にサービス面では顧客の期待を超えるサービスを目指すとした[14]。
- 2018年2月、航空リサーチ会社スカイトラックスより4つ星評価を獲得した[15]。
- 2018年7月、エアバスA350-900を初受領した[16]。
- 2018年夏に、マニラのニノイ・アキノ国際空港第2ターミナルに1,250平方メートルの広さを誇る「マブハイラウンジ」[17]を開設。
- 2019年1月29日、ANAホールディングスはPALホールディングス発行済株式総数の9.5％を、9,500万USD（約105億円相当）で取得し、業務・資本提携強化し、取締役を派遣、コードシェアや空港業務の相互受委託の拡大を中心とした協業体制の強化しより一層強固な関係構築を発表した[18][19]。
- 2018年に、航空アライアンス加盟を目指していることを明かしたが[20]、2019年3月には、スターアライアンスは東南アジアエリアで重複路線が多く、ワンワールドは各エリアの大手が加盟している傾向が強いが、スカイチームは会員数も限られているので重複路線が少ないとし、スカイチーム加盟を検討していることが明らかになった[21]。
- 2018年6月1日、エアバスA321neoを初受領[22]。

### 感染症流行による破綻、再生
- 2020年、新型コロナウイルス感染拡大により、世界的に航空需要が大幅減少した上、航空貨物比率が低かったため影響が大きく、2021年9月3日付でアメリカ合衆国連邦倒産法第11章（Chapter 11）の適用を申請した[23]。2021年12月31日、4ヶ月に渡る債務、コスト削減と新たな資金確保による資金流動性を確保し、Chapter 11を脱したと発表。保有機数縮小と新たな資金投入で各国検疫状況に合わせた国際路線展開と新規航空貨物事業を展開し感染収束に対応できる経営環境を構築していくとした[24]。
- 2023年より、アメリカン航空とコードシェアを開始した。日本路線の一部にもアメリカン航空便名が付与されている[25]。
- 2023年6月、パリ航空ショーにおいて、9機のエアバスA350-1000型機を確定発注したことを発表した。
- 2025年5月、アラスカ航空との提携に合意[26]。

## 機材

### 運用機材
| 機種                             | 運用数 | 発注数 | 座席数 | 座席数 | 座席数 | 座席数 | エンジン           | 備考                                                                       |
| 機種                             | 運用数 | 発注数 | J      | W      | Y      | 計     | エンジン           | 備考                                                                       |
| -------------------------------- | ------ | ------ | ------ | ------ | ------ | ------ | ------------------ | -------------------------------------------------------------------------- |
| エアバスA320-200                 | 14     | -      | -      | -      | 180    | 180    | CFMI CFM56-5B4     | PAL エクスプレスによる運航                                                 |
| エアバスA321-200                 | 22     | -      | 12     | -      | 187    | 199    | IAE V2533-A5       | 全機シャークレット装備 一部PAL エクスプレス運航 2025年より機内改修予定     |
| エアバスA321neo                  | 6      | 13     | 12     | -      | 156    | 168    | P&W PW1130G        | アジア、オセアニア路線用、座席モニター装備                                 |
| エアバスA321LR                   | 2      | 13     | 12     | -      | 183    | 195    | P&W PW1130G        | アジア高需要路線用、座席モニター装備 エアバスキャビンフレックス（ACF）仕様 |
| エアバスA330-300                 | 6      | -      | 18     | 24     | 267    | 309    | RR Trent 772B/C-60 | 座席モニター装備                                                           |
| エアバスA330-300                 | 5      | -      | 18     | 27     | 323    | 368    | RR Trent 772B/C-60 |                                                                            |
| エアバスA350-900                 | 2      | -      | 30     | 24     | 241    | 295    | RR Trent XWB-84    |                                                                            |
| エアバス A350-1000               | -      | 9      | 42     | 24     | 314    | 380    | RR Trent XWB-97    | 2025年以降導入予定 3機のオプション付き                                     |
| ボーイング777-300ER              | 8      | -      | 42     | -      | 328    | 370    | GE GE90-115B       |                                                                            |
| ボーイング777-300ER              | 2      | -      | 26     | -      | 367    | 393    | GE GE90-115B       | ガルーダインドネシア航空の中古リース機。座席仕様未変更導入                 |
| デ・ハビランド・カナダ DHC-8-400 | 11     | -      | -      | 6      | 80     | 86     | P&W PW150A         | PAL エクスプレスによる運航                                                 |
| 合計                             | 78     | 22     |        |        |        |        |                    |                                                                            |

#### 機材種類
- エアバスA320-A320は現在、全ての機材がPALエクスプレス(2P)に移管され、フィリピン国内線で使用されている。

- エアバスA321-A321は、国内線から国際線まで広く運用。日本路線にも投入されている。

- エアバスA330-300-主に、アラブ首長国連邦、サウジアラビア、シンガポール、香港、オーストラリア、日本など中距離路線で運用。

- エアバスA350-900-長距離用の3クラス構成で、航続距離を生かし北米などの長距離路線を中心に運用。

- エアバスA350-1000-2023年5月10日、9機導入と追加3機の購入権に関する覚書を締結。2025年第4四半期導入開始、2027年までに9機が引き渡し予定。A350-900と合わせ北米直行便、将来的な欧州乗り入れ再開の機材として検討するため、A350-900同等の機内仕様で3クラス、エコノミー3-4-3座席配列の380席で導入予定[37][38]。

- ボーイング777-300ER-エアバスA350と同じく、主に北米路線で運用。なお、マニラ - 東京線や香港、バンコク線など近距離高需要路線でも北米路線の間合いや繁忙期などには使用される。

- エアバスA320-200
- エアバスA321-200
- エアバスA330-300
- エアバスA340-300
- ボーイング777-300ER

### 退役機材
- A300B4
- A319-200
- A340-200/300 - 2018年全機引退済み
- A330-300
- BAC 1-11
- 727-200
- 737-300
- 747-200B/400/400M
- DC-3
- DC-4
- DC-6
- DC-8-30/50/60
- DC-10-30
- MD-11
- Fokker 50
- YS-11

- ボーイング747-200B
- ボーイング747-400
- ボーイング747-400M

## サービス

### 座席
中長距離国際線ではビジネス、プレミアムエコノミーおよびエコノミーの3クラスが設定されている。

#### ビジネスクラス
「マブハイクラス」。最新鋭機材には最大約198センチのフルフラットシート、空気圧で座席の硬さを調節できるPCS(Pneumatic Comfort System)、マッサージ機能が新たに採用された。座席幅は約60センチで、18.5インチの大型テレビモニター「myPAL eSuite Parsonal TV」を備え、300時間以上の映画・ビデオ・音楽を楽しむことができる。スタッガードタイプの配置がなされており、全ての座席が通路に面している。
特典として、ビジネスクラス専用カウンターを利用することができる。またマニラ、セブ空港にはビジネスクラス専用ラウンジ「マブハイ・ラウンジ」も利用することができる。他にも、優先搭乗を利用できる。

#### プレミアムエコノミークラス
最新鋭機材のシートピッチは96センチで、座席幅は約48センチ、13.3インチのテレビモニター「myPAL eSuite Parsonal TV」を備え、300時間以上の映画・ビデオ・音楽を楽しむことができる。A330の改修機では「2-3-2」の配列で24席のシートが装着されている。シートの素材はこれまでの合成皮革からモケットに変わり、可動式のヘッドレストも付いた。シートにはUSBポートも設置されている。A321ceo、一部のA330は未改修のままである。

#### エコノミークラス
「フィエスタクラス」。最新鋭機材のエコノミーのシートピッチは約81センチで、座席幅は約43センチ、10.1インチのテレビモニター「myPAL eSuite Parsonal TV」を備え、300時間以上の映画・ビデオ・音楽を楽しむことができる。A330の改修機は「2-4-2」の配列で267席のシートが装着されている。個人用モニターの下にはUSBポートも設置されている。A320やA321ceo、一部のA330は未改修のままである。

### 機内エンターテイメントサービス
近年まで、ボーイング777-300ERを除いてエンターテイメントサービスが導入されず、個人のスマートフォン・タブレット等向けのWi-Fiサービスのみの提供だった。しかし、近年では機材更新と同時に、機内エンターテイメントサービスも見直され、シートテレビ (AVOD)、パソコン電源、USB接続端子等が全席・全クラスに設置され始めている。

### 機内インターネットサービス
2013年より、マニラ−バンクーバー間のボーイング777-300ERを対象に、新サービス「PAL iN AiR」の提供を開始。以降、国際線用機材を中心に、順次提供を開始。地上と遜色のない接続環境で通話、SMS、ツイート、Eメール、ネットサーフィンが可能。なお、Wi-Fiサービスを利用するには、搭乗前にスマートフォンアプリ「myPAL Player」をダウンロードする必要がある。飛行中にダウンロードできないので注意。なお、通常の機内エンターテインメントシステムと同じように、飛行機が離陸して、キャビンクルーがエンターテインメントシステムを使用許可に設定しなければ利用できない。現在、無料でインターネットが利用可能。

### 機内食
中長距離国際線では全席で機内食が提供され、日本発着路線では和食の提供も行う。ビジネスクラス、プレミアムエコノミークラスでは搭乗時にウエルカムドリンクが提供される。

## 就航路線
| マニラ(メインハブ空港) 、セブ(ハブ空港)、イロイロ、ダラガー、ダバオ、マレー 、バコロド、コタバト、ジェネラルサントス、プエルト・プリンセサ、タクロバン、サンボアンガ、ブスアンガ、カルバヨグ、カタルマン、トゥゲガラオ、オサミス、ラオアグ、カワヤン、ブトゥアン、ロハス、ドゥマゲテ、ディポログ、シアルガオ、バスコ、カガヤン・デ・オロ、ボホール、エベリオ・ジャヴィア、ボロンガン、クラーク、ボンガオ、タウイタウイ |                    |                                                                                          |
| 国際線 |                    |                                                                                          |
| 地 域 | 国                 | 就航都市                                                                                 |
| 東 南 ア ジ ア | タイ               | バンコク                                                                                 |
| 東 南 ア ジ ア | カンボジア         | プノンペン                                                                               |
| 東 南 ア ジ ア | インドネシア       | ジャカルタ、デンパサール                                                                 |
| 東 南 ア ジ ア | ベトナム           | ハノイ、ホーチミン、ダナン                                                               |
| 東 南 ア ジ ア | マレーシア         | クアラルンプール                                                                         |
| 東 南 ア ジ ア | シンガポール       | シンガポール                                                                             |
| 東 ア ジ ア | 日本               | 東京/羽田、東京/成田、大阪/関西、中部、札幌/新千歳(2025年11月24日より運航再開予定)、福岡 |
| 東 ア ジ ア | 韓国               | ソウル/仁川、釜山                                                                        |
| 東 ア ジ ア | 台湾               | 台北/桃園                                                                                |
| 東 ア ジ ア | 香港               | 香港                                                                                     |
| 東 ア ジ ア | 中国               | 北京/首都、上海/浦東、広州、厦門、泉州                                                   |
| 北 米 | アメリカ合衆国     | ニューヨーク/JFK、ロサンゼルス、サンフランシスコ、シアトル、ホノルル、グアム             |
| 北 米 | カナダ             | トロント、バンクーバー                                                                   |
| 中 東 | サウジアラビア     | リヤド                                                                                   |
| 中 東 | アラブ首長国連邦   | ドバイ                                                                                   |
| 中 東 | カタール           | ドーハ/ハマド                                                                            |
| オ セ ア ニ ア | オーストラリア     | シドニー、メルボルン、ブリスベン、パース                                                 |
| オ セ ア ニ ア | パプアニューギニア | ポートモレスビー                                                                         |

## 日本との関係

### 日本への運航路線
一部の東京/羽田線を除けば、基本的に全便がエアバスA321での運航。
| 便名      | 路線      | 路線   | 機材                                                  | コードシェア | 備考                                       |
| --------- | --------- | ------ | ----------------------------------------------------- | ------------ | ------------------------------------------ |
| PR421/422 | 東京/羽田 | マニラ | - エアバスA330-300 - エアバスA321 - ボーイング777-300 | AA、NH       |                                            |
| PR423/424 | 東京/羽田 | マニラ | - エアバスA330-300 - エアバスA321 - ボーイング777-300 | AA、NH       |                                            |
| PR427/428 | 東京/成田 | マニラ | エアバスA321                                          | AA、NH       |                                            |
| PR431/432 | 東京/成田 | マニラ | エアバスA321                                          | AA、NH       |                                            |
| PR407/408 | 大阪/関西 | マニラ | エアバスA321                                          | NH           |                                            |
| PR411/412 | 大阪/関西 | マニラ | エアバスA321                                          | NH           |                                            |
| PR437/438 | 中部      | マニラ | エアバスA321                                          | NH           |                                            |
| PR425/426 | 福岡      | マニラ | エアバスA321                                          | NH           |                                            |
| RP433/434 | 東京/成田 | セブ   | エアバスA321                                          | AA、NH       |                                            |
| RP409/410 | 大阪/関西 | セブ   | エアバスA321                                          | NH           |                                            |
| RP479/480 | 中部      | セブ   | エアバスA321                                          |              | 2025年8月に季節運航。 定期便の運航はない。 |

コードシェア
- AA-アメリカン航空
- NH-全日本空輸

### 日本との歴史
- 1949年1月26日、DC-6でマニラ-東京線に就航[40]。
- 1994年、関西国際空港開港に伴い、大阪/関西-マニラ線を開設[41]。
- 2003年6月、沖縄/那覇-マニラ線に就航。2007年に運休[42]。
- 2005年3月、前月に中部国際空港が開港したことに伴い、中部線を開設。
- 2014年3月30日、羽田空港に就航に1日2便で就航[43]。
- 2014年10月26日、全日本空輸と商業的パートナーシップを締結した。フィリピンと日本間でのコードシェア便、ロイヤルティプログラム、空港ラウンジ、共同セールスおよびマーケティングプログラム、空港オペレーションの調整が対象。
- 2014年12月19日より、大阪/関西-セブ線を開設[41]。
- 2018年9月10日にマニラ - 札幌/新千歳線を就航する予定だったが、9月6日に発生した北海道胆振東部地震の影響を鑑み、就航日を2018年10月8日に変更した[44][45]。
- 2018年12月7日、札幌/新千歳-マニラ線の運航を開始[46]。
- 2019年3月31日より、週7便の関西-台北経由-マニラ便のうち、週4便を直行化した[47]。残り3便についても2019年10月27日より直行化[48]。
- 2020年3月から5月にかけて、新型コロナウイルス感染拡大による国内線と国際線の全便欠航のため、日本路線も運休。その後再開していない路線もある。
- 2020年6月22日より、東京/羽田・東京/成田・大阪/関西・名古屋/中部-マニラ線の運航を再開[49][50]。
- 2022年7月21日より、大阪/関西-セブ線の運航を再開[51]。
- 2024年12月22日より、大阪/関西-セブ線の運航を約2年ぶりに再開[52]。
- 2025年8月、2021年から運休している中部-セブ線を季節運航する予定[53]。

## コードシェア提携
現在は航空連合（アライアンス）に非加盟だが、航空連合に関係なく航空会社毎にコードシェア提携を結んでいる。

### 相互コードシェア
- ガルフエア(アライアンス非加盟)
- 全日本空輸(スターアライアンス)
- ターキッシュエアラインズ (スターアライアンス)
- ロイヤル・ブルネイ航空(アライアンス非加盟)
- マレーシア航空 (ワンワールド)
- 厦門航空(スカイチーム)
- キャセイパシフィック航空 (ワンワールド)
- チャイナエアライン (スカイチーム)

## 事件・航空事故
国内空港立地による滑走路逸脱や国内反政府組織によるテロ、ハイジャックが比較的多い。
- 1949年5月7日 : 航行中のDC-3が時限爆弾により空中爆発。乗員・乗客 13名全員死亡。
- 1976年4月7日 : カガヤン・デ・オロからダバオに向かっていた国内線 BAC 1-11機（乗員6人、乗客69人）がモロ民族解放戦線の3人にハイジャックされる[56]。
- 1977年4月18日 ;  東京国際（羽田）空港発マニラ行き　PR421便としてDC-8-53型機が羽田空港離陸滑走時、滑走路逸脱し、機体破損。緊急脱出時旅客一名軽傷[57]。
- 1994年12月11日 : マニラ発セブ経由東京/成田行き PR434便が日本の南大東島沖上空で爆発し、その後、沖縄/那覇に緊急着陸。この爆発で、爆弾の仕掛けられた席に座っていた日本人男性 1名が即死。この爆発事故はラムジ・ユセフがボジンカ計画の予行演習として行ったものであることがアルカイダへの捜査の過程で判明した（詳細は、フィリピン航空434便爆破事件を参照）。

## 受賞・表彰歴
・スカイトラックス・エアライン・レーティング、4つ星